# Liste der Monuments historiques in Saint-Urbain (Finistère)
Die Liste der Monuments historiques in Saint-Urbain (Finistère) führt die Monuments historiques in der französischen Gemeinde Saint-Urbain auf.

## Liste der Bauwerke
| Bezeichnung                                                     | Beschreibung | Standort | Kennzeichnung | Schutzstatus | Datum | Bild           |
| --------------------------------------------------------------- | ------------ | -------- | ------------- | ------------ | ----- | -------------- |
| Ensemble cultuel de Trévarn mit Kapelle Notre-Dame und Calvaire |              | (Lage)   | PA29000036    | Inscrit      | 1998  | weitere Bilder |

## Liste der Objekte
- Monuments historiques (Objekte) in Saint-Urbain in der Base Palissy des französischen Kultusministerium